# 霍爾島
霍爾島是俄羅斯的島嶼，位於阿爾漢格爾斯克州，屬於法蘭士約瑟夫地群島的一部分，面積1,049平方公里，最高點海拔502米，東南部有廣闊的海灣。

## 外部連結
- All locations:  （页面存档备份，存于）
- List of islands and islets (in Russian): Список островов России（俄语：Список островов России）
- Explorers:  （页面存档备份，存于） &  （页面存档备份，存于）